# Maoridrilus uliginosus
Maoridrilus uliginosus är en ringmaskart som först beskrevs av Hutton 1877.  Maoridrilus uliginosus ingår i släktet Maoridrilus och familjen Acanthodrilidae. Inga underarter finns listade i Catalogue of Life.